# Alton (Iowa)
Alton é uma cidade localizada no estado americano de Iowa, no Condado de Sioux.

## Demografia
Segundo o censo americano de 2000, a sua população era de 1095 habitantes. 
Em 2006, foi estimada uma população de 1123, um aumento de 28 (2.6%).

## Geografia
De acordo com o United States Census Bureau tem uma área de 
3,9 km², dos quais 3,9 km² cobertos por terra e 0,0 km² cobertos por água. Alton localiza-se a aproximadamente 431 m acima do nível do mar.

## Localidades na vizinhança
O diagrama seguinte representa as localidades num raio de 20 km ao redor de Alton. 